# Sentenza Bosman
La sentenza Bosman fu un provvedimento giurisdizionale adottato dalla Corte di giustizia dell'Unione europea nel 1995 per regolamentare il trasferimento dei calciatori professionisti tra le squadre di calcio appartenenti alle federazioni dell'Unione Europea.

## Contesto
Nel 1990 il calciatore belga Jean-Marc Bosman giocava nel RFC Liegi con un contratto in scadenza quell'anno. Prese accordi per trasferirsi alla squadra francese del Dunkerque, ma a questa il RFC Liegi chiese un indennizzo, secondo le regole allora in vigore nel calciomercato europeo. Il Dunkerque desistette dal mettere sotto contratto Bosman, che restò in forza al RFC Liegi ma fu posto fuori rosa con uno stipendio ridotto del 60%. A quel punto, Bosman si rivolse alla Corte di giustizia dell'Unione europea, sostenendo che i calciatori avevano restrizioni superiori a quelli dei normali lavoratori dipendenti.

## Sentenza

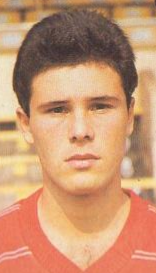
Jean-Marc Bosman nel 1988

La sentenza fu emessa il 15 dicembre 1995, e in base all'articolo 39 dei trattati di Roma dichiarò restrittivo il sistema dell'epoca, stabilendo che i calciatori dell'Unione europea possono trasferirsi gratuitamente, alla scadenza del contratto, in un altro club purché facente parte di uno stato appartenente all'Unione; inoltre se il contratto corrente ha una durata residua non superiore al semestre, il calciatore può firmare un pre-contratto gratuito con la nuova società.
La sentenza impedì alle varie leghe continentali di porre un tetto al numero di stranieri, qualora ciò risultasse discriminatorio verso atleti dell'Unione. L'UEFA, tra l'altro, consentiva di convocare un massimo di tre stranieri per le sue competizioni. In tal senso, fu possibile imporre limitazioni soltanto ai calciatori extracomunitari ovvero di Stati non facenti parte dell'UE. Ciò ebbe ripercussioni anche sui vivai, in quanto in alcuni Paesi, in particolare l'Italia, i club manifestarono la tendenza a preferire l'acquisto di stranieri rispetto alla crescita dei nazionali.

## Conseguenze
Nel 2009, ovvero circa un quindicennio dopo la sentenza Bosman, la FIFA, tramite l'Osservatorio per calciatori professionisti, condusse un'indagine volta a rilevare la presenza e la percentuale di calciatori "indigeni" nei vivai dei principali campionati affiliati all'UEFA. Prendendo in considerazione i cinque maggiori campionati nazionali in Europa – la Serie A italiana, la Premier League inglese, la Ligue 1 francese, la Bundesliga tedesca e la Liga spagnola – ne risultò che il torneo francese fosse quello con più giovani utilizzati, ovvero il 30,3%: all'ultimo posto si collocava invece quello italiano, con il 12,8% di atleti del vivaio impiegati in prima squadra. Riguardo ai singoli club, si segnalarono il 52,4% dello spagnolo Athletic Bilbao e il 19,2% dell'italiana Reggina.